# Ignacio Dotti
Pour les articles homonymes, voir Dotti.
Pas d'image ? Cliquez ici

a Compétitions nationales et continentales officielles uniquement.

b Matchs officiels uniquement.
Dernière mise à jour le 2 décembre 2023.
Ignacio Dotti, né le 18 août 1994 à Montevideo (Uruguay), est un joueur international uruguayen de rugby à XV évoluant principalement au poste de deuxième ligne aux Old Glory DC en Major League Rugby. 

## Carrière

### En club
À partir de la saison 2024 de Major League Rugby, il s'engage avec le club d'Old Glory DC.

### En équipe nationale
Ignacio Dotti joue avec l'équipe d'Uruguay des moins de 20 ans en 2014,.
Le 13 avril 2015, il fait ses débuts en équipe d'Uruguay lors du Championnat d'Amérique du Sud 2015, à l'occasion d'un match contre l'équipe du Paraguay. 
En 2019, il est retenu dans la liste de 31 joueurs pour disputer la Coupe du monde 2019 au Japon. Il dispute quatre matchs lors de la compétition, dont la victoire historique contre les Fidji.
Quatre ans plus tard, il est de nouveau sélectionné pour la Coupe du monde en France.